# Boulé (Poli)
Pour les articles homonymes, voir Boulé.
Boulé est un village du Cameroun situé dans la Région du Nord, dans le département du Faro. Administrativement, il est intégré à l'arrondissement de Poli, chef-lieu du Faro, et au lamidat de Tété.

## Population
Lors du recensement de 2005 réalisé par le Bureau central des recensements et des études de population (BUCREP), 152 habitants y ont été dénombrés.

## Climat
La température moyenne à Boulé est de 21.8°C et les précipitations sont en moyenne de 951.9 mm.